# Actinocymbe
Actinocymbe — рід грибів родини Chaetothyriaceae. Назва вперше опублікована 1911 року.

## Класифікація
До роду Actinocymbe відносять 3 види:
- Actinocymbe congensis
- Actinocymbe indica
- Actinocymbe separato-setosa